# Silent Hill: Book of Memories
Silent Hill: Book of Memories ist ein 2012 von Konami veröffentlichtes Action-Rollenspiel von WayForward Technologies für die tragbare Konsole PlayStation Vita. Es ist ein Ableger des Computerspielfranchises Silent Hill.

## Beschreibung
Die Figur des Spielers erhält ein mysteriöses Buch, das scheinbar ihre gesamte Lebensgeschichte enthält. Über den Versuch, die Erzählung des Buches abzuwandeln, schläft der Spielercharakter ein und wacht in einem düsteren Kerker wieder auf. Er scheint in die Erzählung des Buches versetzt worden zu sein und erhält nun die Gelegenheit, die Erzählung durch seine Handlungen in den folgenden 21 Leveln in seinem Sinne zu ändern.
Book of Memories weicht deutlich vom Grundprinzip der Hauptreihe ab. Statt eines Survival-Horror-Titels handelt es sich um ein Action-Rollenspiel, das der Spieler wahlweise alleine spielen oder mit bis zu drei Mitspielern lokal und online im Koop-Modus bestreiten kann. Das Spielgeschehen wird aus einer schrägen Über-Kopf-Perspektive präsentiert. Der Spieler erstellt sich zu Beginn einen Charakter mit Name, Geschlecht, Aussehen und wählt für ihn eine von fünf verschiedenen Archetypen-Klassen (Jock, Bookworm, Rocker, Goth, Preppy). Auf der Suche nach nützlichen Gegenständen wie Waffen, Heilmitteln, Schlüsseln oder Munition erkundet der Spiel mit seinem Charakter verschiedene Level bestehend aus Ganglabyrinthen mit zufallsgenerierten Räumen. In einigen Räumen finden sich Kristalle mit Aufgaben, deren Erledigungen mit Puzzleteilen belohnt werden, um am Ende den Level verlassen zu können. Dabei findet die Figur immer wieder auch sogenannte Erinnerungsrückstände in Form von Notizen und Dialogschnipseln, die die lose Hintergrundhandlung erklären. In jedem Level findet sich zudem ein Händler und ein Speicherpunkt.
Die Gegner sind Kreaturen aus der Seriengeschichte nachempfunden. Die Spielfigur erhält Erfahrungspunkte, die der Spieler in Kombination mit Artefakten zur Verbesserung seiner Figur verwenden kann. Waffen gehen mit der Zeit kaputt, können jedoch repariert werden. Eine weitere Besonderheit des Kampfsystems: Für das Töten der Monster erhält der Spieler Karmapunkte, die auf einen Karmabalken einzahlen. Dabei gibt es zwei gegensätzliche Varianten, Blut (rot) und Licht (weiß). Durch das Töten von Kreaturen der gleichen Kategorie lädt sich der Karmabalken in dieser Richtung auf und ermöglicht im vollen Zustand das Auslösen von Karma-Sonderfähigkeiten.
Nach Abschluss der 21 Handlungslevel kann der Spieler in einem Endlos-Modus mit zufallsgenerierten Abschnitten weiterspielen.

## Entwicklung
Die Überlegungen zu dem Spiel starteten im Sommer bei Konami. Die drei Leitprinzipien waren dabei: ein „Vita-zentriertes Silent Hill“, „nicht traditionell“ und „bei jedem Spieldurchgang verschieden“. Der Publisher entwickelte ein erstes Konzept, mit dem er im September 2010 auf die Suche nach einem Entwicklerstudio ging. Festgelegt waren bereits eine Mehrspielerfunktion, Rollenspiel-Statistiken und das Prinzip eines zufallsgenerierten, endlosen Dungeon Crawlers. Die Idee einer Mehrspielerfunktion war bereits bei der Entwicklung von Silent Hill: Downpour aufgekommen, dann aber zunächst verworfen worden. Book of Memories sollte diese Idee nun wieder aufgreifen und in einem der Serie angemessenen Rahmen umsetzen. Im November lieferte WayForward Konami eine Konzept-Demo und erhielt daraufhin den Zuschlag für die Entwicklung. Nach Abstimmung mit Konami begann WayForward im Dezember mit der Erstellung erster Prototypen in der Infernal Engine, im Januar 2011 startete dann die Preproduction.
Im März 2011 kündigte Konami den Titel für den Launch der PlayStation Vita im Februar 2012 an. Im Juni 2011 wurde öffentlich bekannt, dass WayForward für den Titel verantwortlich zeichnete. Die Musik des Spiels stammte wie bei Downpour von Daniel Licht. Im Januar 2012 erreichte das Spiel die Beta-Phase. Konami verschob noch im selben Monat die Veröffentlichung zunächst auf März 2012, im März dann auf unbestimmte Zeit. Oktober 2012 kam Book of Memories schließlich als Downloadtitel im PlayStation Network heraus, im November dann im Retail-Handel.

## Rezeption
Das Spiel erhielt gemischte Kritiken (Metacritic: 58/100).

„Weder Fisch noch Fleisch: Das monotone Monstermetzeln besitzt weder Suchtpotential noch gruselige Momente und hat mit vielen kleinen Macken zu kämpfen.“

„Mobiler Dungeon Crawler mit ‚Silent Hill‘-Anstrich, dem es spielerisch an Tiefgang und Finesse mangelt.“

“What I do know is that the game’s issues are issues of design, not concept. The core premise of Book of Memories is not only solid, it’s openly brilliant. I want there to be more Silent Hill games like this — I just want them with decent map design, a more balanced approach to combat, and maybe a bit less of a hateful attitude toward anybody trying to enjoy them.”

„Was ich weiß, ist, dass die Probleme des Spiels ein Problem des Designs sind und nicht des Konzepts. Die Kernprämisse von Book of Memories ist nicht nur solide, sie ist offenkundig brillant. Ich möchte mehr Silent-Hill-Spiele wie dieses hier – ich möchte nur, dass sie ein anständiges Leveldesign, ein ausgewogeneres Kampfsystem und vielleicht eine etwas weniger hasserfüllte Haltung gegenüber Spielern haben, die versuchen sie zu genießen.“

Im Juli 2013 belegte das Spiel Platz 4 der bestverkauften Vita-Spiele im PlayStation Network.